# Septembre 1954

## Évènements
- Congrès intersyndical des fonctionnaires à Conakry : plusieurs syndicats quittent la CGT[1].
- Israël envoie un de ses navires commerciaux vers le canal de Suez. Le navire est confisqué par l’Égypte et son équipage arrêté.

- 5 septembre (Formule 1) : Grand Prix automobile d'Italie.

- 6 septembre : création de l'OTASE (Organisation du traité de l'Asie du Sud-Est) : États-Unis, France, Royaume-Uni, Australie, Nouvelle-Zélande, Philippines, Pakistan, Thaïlande. La zone couverte par ce traité de sécurité comprend le Cambodge, le Laos et le Viêt Nam mais exclut Formose et Hong Kong. Bangkok devient le siège de l’Organisation du traité de l'Asie du Sud-Est.

- 8 septembre : texte fondateur de l'OTASE[2].

- 9 septembre : un tremblement de terre de magnitude 6,8 fait 1 450 victimes à Orléansville en Algérie française[3],[4].

- 11 septembre[5] : le panchen-lama et le dalaï-lama sont reçus à Pékin par Zhou Enlai et Mao Zedong.

- 14 septembre : lors de l'exercice nucléaire de Totskoïe, 45 000 militaires de l'armée de terre soviétique sont soumit intentionnellement aux effets des radiations lors d'un bombardement nucléaire lorsqu'un  bombardier soviétique Tu-4 lâcha une bombe atomique RDS-4 de 40 kilotonnes (170 tJ)[6].

- 19 septembre : les États-Unis s’engagent à aider financièrement au maintien du Corps expéditionnaire français en Extrême-Orient. Ils fourniront également une aide directe aux États associés.

- 26 septembre - 17 décembre : visite du Premier ministre japonais Yoshida Shigeru en Occident.

- 27 septembre[5] : Tenzin Gyatso, 14e dalaï-lama, âgé de 19 ans, est élu vice-président du Congrès national du peuple, qui constitue l’assemblée législative chinoise.

- 28 septembre : début de la Conférence de Londres : les représentants de la Grande-Bretagne, de la France, de la RFA, de l’Italie, du Canada, de la Belgique, des Pays-Bas, du Luxembourg et des États-Unis se réunissent afin de trouver une solution de remplacement à la Communauté européenne de défense.

- 29 septembre : premier vol de l'avion de chasse américain McDonnell F-101 Voodoo.

## Naissances
- 6 septembre : Carly Fiorina, femme d'affaires américaine, ex-CEO et ex-Chairman de Hewlett-Packard (HP).
- 7 septembre : Francisco Guterres, homme politique est-timorais.
- 8 septembre : Ruby Bridges, première enfant noire à aller dans une école pour enfants blancs (États-Unis).
- 12 septembre : 
  - Scott Hamilton, saxophoniste de jazz américain.
  - Jocelyne Béroard, chanteuse de zouk française d'origine de la martinique.
- 14 septembre :
  - Helmut Brunner, homme politique allemand.
  - Barry Cowsill, chanteur américain († septembre 2005).
  - Lars Hansen,  basketteur danois naturalisé canadien.
  - Michael Patrick King, scénariste, réalisateur et producteur américain.
  - Jean-Luc Marx, haut fonctionnaire français.
  - Houari Ouali, footballeur international algérien († 25 septembre 2010).
  - Benoît Rivière, évêque catholique français, évêque d'Autun.
  - Buzz Schneider, joueur de hockey sur glace américain.
  - David Wojnarowicz, peintre, photographe, écrivain, réalisateur de films, performeur et militant homosexuel américain († 22 juillet 1992).
- 18 septembre : Takao Doi, spationaute japonais.
- 21 septembre : Shinzō Abe, homme politique japonais († 8 juillet 2022).
- 27 septembre : Sylvester Turner, personnalité politique américaine († 4 mars 2025).
- 28 septembre : Margot Wallström, femme politique de Suède, ancien ministre, première vice-présidente à la Commission européenne.
- 29 septembre : Massoud Pezechkian, médecin et homme d'État iranien.

## Décès
- 8 septembre : André Derain, peintre français.
- 25 septembre : Vitaliano Brancati, 47 ans, écrivain italien (° 24 juillet 1907).